# Tre Giorni del Sud
La Tre Giorni del Sud era una corsa a tappe di ciclismo su strada che si disputò nel 1961 in Molise su un percorso di 476 km, suddiviso su 3 tappe (tutte suddivise in 2 semitappe). La vittoria fu appannaggio dell'italiano Vito Taccone, che completò il percorso in 14h15'54", precedendo i connazionali Giuseppe Fallarini e Gastone Nencini. 

## Albo d'oro
| Anno | Vincitore    | Secondo            | Terzo           |
| ---- | ------------ | ------------------ | --------------- |
| 1961 | Vito Taccone | Giuseppe Fallarini | Gastone Nencini |

## Tappe
| Tappa  | Data       | Percorso                       | km     | Tempo    | Vincitore di tappa                         | Leader cl. generale |
| ------ | ---------- | ------------------------------ | ------ | -------- | ------------------------------------------ | ------------------- |
| 1ª-1ª  | 13 ottobre | Cassino > Capracotta           | 107,5  | 3h14'53" | Luigi Zanchetta                            | Luigi Zanchetta     |
| 1ª-2ª  | 13 ottobre | Capracotta > Isernia           | 101    | 2h37'53" | Vito Taccone                               | Vito Taccone        |
| 2ª-1ª  | 14 ottobre | Campobasso > Termoli           | 100,4  | 2h49'30" | Franco Bitossi                             | ?                   |
| 2ª-2ª  | 14 ottobre | Termoli > Campobasso           | 91,9   | 3h01'18" | Pierino Baffi                              | Luigi Mele          |
| 3ª-1ª  | 15 ottobre | Matese > Matese (cronoscalata) | 12,1   | 30'54"   | Vito Taccone e Giuseppe Fallarini ex aequo | Vito Taccone        |
| 3ª-2ª  | 15 ottobre | Boiano > Campobasso            | 63     | 1h50'10" | Antonio Bailetti                           | Vito Taccone        |
| Totale | Totale     | Totale                         | Totale | 476      |                                            |                     |

## Classifiche finali

### Classifica generale
| Pos. | Corridore           | Squadra              | Tempo     |
| ---- | ------------------- | -------------------- | --------- |
| 1    | Vito Taccone        | Atala                | 14h15'54" |
| 2    | Giuseppe Fallarini  | Ignis                | a 14"     |
| 3    | Gastone Nencini     | Ignis                | a 1'17"   |
| 4    | Angelo Coletto      | San Pellegrino Sport | a 1'29"   |
| 5    | Imerio Massignan    | Legnano              | a 1'38"   |
| 6    | Silvano Ciampi      | Philco               | a 2'34"   |
| 7    | Graziano Battistini | Legnano              | a 2'37"   |
| 8    | Luigi Mele          | Gazzola              | a 3'05"   |
| 9    | Carlo Brugnami      | Torpado              | a 3'19"   |
| 10   | Giacomo Fornoni     | Molteni              | a 4'07"   |